# Archipsyllodes speciosus

Archipsyllodes speciosus (лат.) — ископаемый вид крылатых насекомых из семейства Archipsyllidae (Permopsocida). Меловой период (аптский ярус, Байсса, около 120 млн лет) Россия, Бурятия. Длина переднего крыла 7,8 мм, ширина 2,3 мм. Вместе с видами Archipsyllopsis baissica Vishnyakova, 1976, Eopsylla sojanense (Becker-Migdisova, 1962), Mydiognathus eviohlhoffae Yoshizawa and Leinhard 2016 и Psocorrhyncha burmitica Huang et al. 2016 образует семейство Archipsyllidae Handlirsch, 1906. Вид был впервые описан в 1976 году советским палеоэнтомологом Валентиной Н. Вишняковой (Палеонтологический институт РАН, Москва) по ископаемым отпечаткам. Таксон Archipsyllidae вместе с семействами Permopsocidae и Psocidiidae выделяют в близкий к вшам, сеноедам и трипсам  ископаемый отряд Permopsocida Tillyard 1926 с сосущими ротовыми органами.